# Khemchand Prakash
Khemchand Prakash (Hindi: खेमचंद प्रकाश Khemacand Prakāś; * 12. Dezember 1907 in Sujangarh; † 10. August 1950 in Bombay) war ein indischer Filmkomponist des Hindi-Films.

## Leben
Khemchand Prakash wurde als Sohn von Pandit Govardhan Prasad – einem Hofsänger und -tänzer der Jaipur Gharana am Palast des Maharajas von Jaipur – geboren. Er wuchs in Jaipur auf und erlernte von seinem Vater Kathak und Gesang. Im Alter von 19 Jahren engagierte ihn der Maharaja von Bikaner als Hofsänger, später diente er auch am nepalesischen Königshof. Danach ging er nach Kalkutta, wo er für das Radio tätig war und den Komponisten Timir Baran kennenlernte. Dieser brachte ihn mit der Filmindustrie in Kontakt. Prakash arbeitete von Mitte bis Ende der 1930er Jahre für die Filmgesellschaft New Theatres in Kalkutta. Als Assistent von Baran war er dort unter anderem an Devdas (1935) beteiligt. In Phani Majumdars Regiedebüt Street Singer hatte er 1938 eine kleine darstellerische Rolle als Straßensänger.
1940 wechselte Prakash in die Hindi-Filmindustrie und wurde Angestellter der Ranjit Studios in Bombay. Erste Erfolge als Hauptkomponist hatte er mit den Filmmusiken zu Abdul Rashid Kardars Holi und Pagal (beide 1940). In diesen und in weiteren Filmen der frühen 1940er Jahre war die Sängerin und Schauspielerin Khurshid die Hauptinterpretin seiner Lieder. Er schrieb die Musiken für Jayant Desais erfolgreichen Saigal/Khurshid-Film Tansen (1943) und für einige Filme des Regisseurs Kidar Nath Sharma – Gauri (1943), Vish Kanya (1943) und Bhanwara (1944). In Shaheed Latifs Ziddi (1948) etablierte Prakash Kishore Kumar als Playbacksänger für den Darsteller Dev Anand.
Als seine bedeutendste Arbeit gilt die Musik zu Kamal Amrohis Mahal (1949). Diese Großproduktion der Bombay Talkies enthält auch sein von Lata Mangeshkar gesungenes Leitmotiv-Lied Ayenga anevala. Für die Sängerin Shamshad Begum schrieb Prakash einige ihrer bekanntesten Lieder zu dem Film Rimjhim (1949). Seine Kompositionen wurden zuletzt in Phani Majumdars Tamasha (1952) verwendet, eine der letzten Produktionen von Bombay Talkies.

## Filmografie
- 1939: Gazi Salauddin
- 1939: Meri Aankhen
- 1940: Aaj Ka Hindustan
- 1940: Diwali
- 1940: Holi
- 1940: Pagal
- 1941: Bambai Ki Sair
- 1941: Pardesi
- 1941: Pyaas
- 1941: Shaadi
- 1941: Ummeed
- 1942: Baraat
- 1942: Chandni
- 1942: Dukh Sukh
- 1942: Fariyad
- 1942: Iqraar
- 1942: Khilona
- 1942: Mehmaan
- 1943: Tansen
- 1943: Chirag
- 1943: Gauri
- 1943: Qurbani
- 1943: Vish Kanya
- 1944: Bhanwara
- 1944: Bhartrahari
- 1944: Mumtaz Mahal
- 1944: Shahenshah Babar
- 1945: Dhanna Bhagat
- 1945: Prabhu Ka Ghar
- 1947: Chalte Chalte
- 1947: Gaon
- 1947: Mera Suhaag
- 1947: Mulaqat
- 1947: Samaj Ko Badal Dalo
- 1947: Sindoor
- 1948: Ziddi
- 1948: Asha
- 1949: Mahal
- 1949: Rimjhim
- 1949: Sawan Aya Re
- 1950: Bijli
- 1950: Jaan Pehchan
- 1950: Muqaddar
- 1950: Sati Narmada
- 1951: Jai Shankar
- 1951: Shri Ganesh Janma
- 1952: Tamasha